# Csíkos nádfúrómoly
A csíkos nádfúrómoly (Chilo phragmitella) a valódi lepkék közül a fényiloncafélék (Pyralidae) családjában a fűgyökérrágó lepkék (Crambinae) alcsaládjába tartozó lepkefaj.

## Elterjedése, élőhelye
Ez a palearktikus faj Európától Közép-Ázsiáig honos. Magyarországon a lápos-mocsaras területeken gyakori.

## Megjelenése
E nagy termetű molylepke szalmasárga szárnyán hosszanti barna csíkok fuknak végig. Szárnyának fesztávolsága 36–42 mm.

## Életmódja
Egy évben egy nemzedéke nő fel úgy, hogy a hernyó telel a tápnövény szárában.
Oligofág faj, amelynek hernyója a nád (Phragmites communis) és a harmatkása (Glyceria maxima) szárában él. Ha elszaporodik, károsíthatja a nádat.